# Ben Kaddour M'Barek
Pour les articles homonymes, voir M’Barek.
Ben Kaddour M'Barek est un footballeur marocain né le 12 mai 1925 à Casablanca. Il était défenseur.
Il a joué au Girondins de Bordeaux, puis au SO Montpellier, avant de terminer sa carrière au FC Grenoble.